# Prunus subg. Cerasus

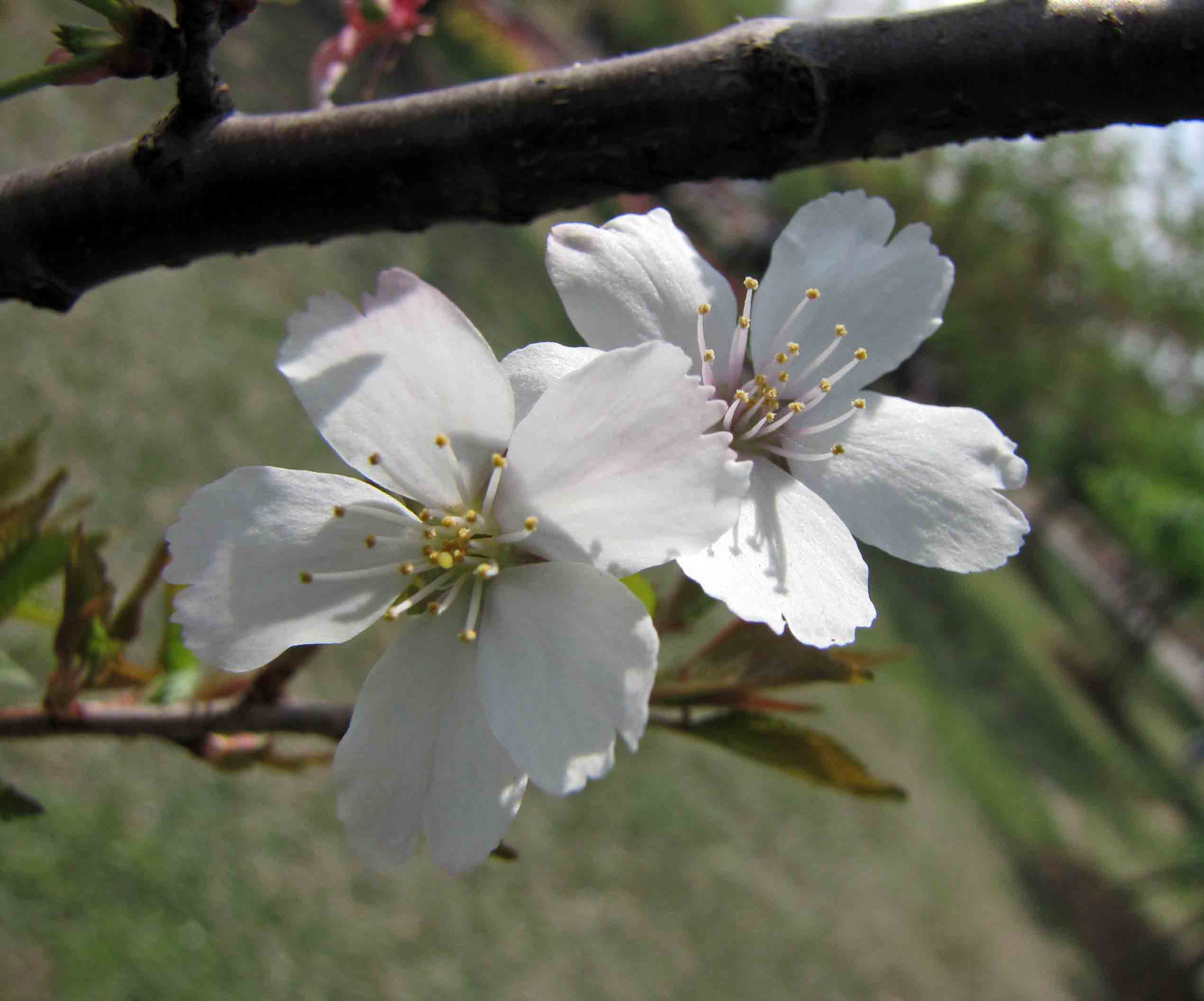
Fujikers-bloesems

Prunus subg. Cerasus is een ondergeslacht van het geslacht Prunus uit de rozenfamilie. De indeling van de ondergeslachten en secties van het geslacht is sinds het op gang komen van moleculair fylogenetisch onderzoek aan verandering onderhevig. Resultaten van een veelomvattend onderzoek werden in 2013 gepubliceerd.

## Kenmerken
Soorten van het ondergeslacht hebben een enkele winterknop per oksel. De bloemen staan meestal in kleine tuilen of chermen van meerdere bloemen samen (soms solitair, bijv. P. serrula), maar sommige soorten hebben korte trossen (bijv P. maaci). De vrucht is een steenvrucht en heeft geen duidelijke groef langs de zijkant. Het ondergeslacht is inheems in het gematigd klimaat van het noordelijk halfrond, met twee soorten in Noord-Amerika (P. emarginata en P. pensylvania), vier in Europa (P. avium, P. cerasus, P. fruticosa en P. mahaleb), twee in Noord-Afrika (P. avium en P. mahaleb) en de rest in Azië.

## Gebruik
De verse steenvruchten (kersen) van de zoete kers worden wereldwijd, en van de Chinese kers in China, rauw geconsumeerd. De vruchten van sommige soorten, zoals de zure kers, worden gebruikt om desserts, saus, jam en wijn van te maken. De zaden van de Weichselboom worden gebruikt om mahleb te maken. Veel soorten worden gekweekt als sierboom, wel bekend als 'sierkers' of 'kersenbloesem' naar hun bloemen, of in het Japans als sakura.

## Soorten
- Prunus apetala (Siebold & Zucc.) Franch. & Sav.
- Prunus avium (L.) L. – Zoete kers
- Prunus campanulata Maxim.
- Prunus canescens Bois.
- Prunus caudata Franch.
- Prunus cerasoides D. Don.
- Prunus cerasus L. – Zure kers
- Prunus clarofolia C.K.Schneid.
- Prunus conadenia Koehne
- Prunus conradinae Koehne
- Prunus crataegifolia Hand.-Mazz.
- Prunus cyclamina Koehne
- Prunus discadenia Koehne
- Prunus discoidea (T.T.Yu & C.L.Li) Z.Wei & Y.B.Chang
- Prunus dolichadenia Cardot
- Prunus emarginata (Douglas ex Hook.) Walp.
- Prunus fruticosa Pall.
- Prunus maackii Rupr. (syn. Prunus glandulifolia Rupr.)
- Prunus hainanensis (G.A.Fu & Y.S.Lin) H.Yu, N.H.Xia & H.G.Ye
- Prunus hefengensis (X.R.Wang & C.B.Shang) Y.H.Tong & N.H.Xia
- Prunus henryi (C.K.Schneid.) Koehne
- Prunus himalaica Kitam.
- Prunus incisa Thunb. – Fujikers
- Prunus itosakura Siebold
- Prunus jamasakura Siebold ex Koidz.
- Prunus leveilleana Koehne (syn. Prunus verecunda (Koidz.) Koehne)
- Prunus mahaleb L. – Weichselboom
- Prunus matuurai Sasaki
- Prunus maximowiczii Rupr.
- Prunus mugus Hand.-Mazz.
- Prunus nipponica Matsum.
- Prunus pananensis Z.L.Chen, W.J.Chen & X.F.Jin
- Prunus patentipila Hand.-Mazz.
- Prunus pensylvanica L.f.
- Prunus pleiocerasus Koehne
- Prunus polytricha Koehne
- Prunus pseudocerasus Lindl.
- Prunus pusilliflora Cardot
- Prunus rufa Wall ex Hook.f.
- Prunus rufoides C.K.Schneid. (syn. Prunus dielsiana C.K. Schneid.)
- Prunus sargentii Rehder
- Prunus schneideriana Koehne
- Prunus serrula Franch.
- Prunus serrulata Lindl. – Japanese sierkers
- Prunus shikokuensis (Moriya) H.Kubota
- Prunus speciosa (Koidz.) Ingram
- Prunus stipulacea Maxim.
- Prunus sunhangii D.G.Zhang & T.Deng
- Prunus szechuanica Batalin
- Prunus transarisanensis Hayata (syn. Prunus takasagomontana Sasaki)
- Prunus takesimensis Nakai
- Prunus tatsienensis Batalin
- Prunus transarisanensis Hayata
- Prunus trichantha Koehne
- Prunus trichostoma Koehne
- Prunus veitchii Koehne
- Prunus xingshanensis Huan C.Wang
- Prunus yaoiana (W.L.Cheng) Y.H.Tong & N.H.Xia
- Prunus yunnanensis Franch.

- De fylogenetische positie van Afrikaanse kers (P. africana) is nog onzeker.[3]

## Hybriden
- Prunus ×chichibuensis H.Kubota & Moriya
- Prunus ×compta (Koidz.) Tatew.
- Prunus ×dawyckensis Sealy
- Prunus ×eminens Beck
- Prunus ×fontanesiana (Spach) C.K.Schneid.
- Prunus ×furuseana Ohwi
- Prunus ×gondouinii (Poit. & Turpin) Rehder
- Prunus ×hisauchiana Koidz. ex Hisauti
- Prunus ×incam Ingram ex RTOlsen & Whittem.
- Prunus ×juddii E.S.Anderson
- Prunus ×kanzakura Makino
- Prunus ×kubotana Kawas.
- Prunus ×lannesiana (Carrière) E.H.Wilson
- Prunus ×mitsuminensis Moriya
- Prunus ×miyasakana H.Kubota
- Prunus ×mohacsyana Kárpáti
- Prunus ×nudiflora (Koehne) Koidz.
- Prunus ×oneyamensis Hayashi
- Prunus ×parvifolia (Matsum.) Koehne
- Prunus ×pugetensis Jacobson & Zika
- Prunus ×sacra Miyoshi
- Prunus ×schmittii Rehder
- Prunus ×sieboldii (Carrière) Wittm.
- Prunus ×stacei Wójcicki
- Prunus ×subhirtella Miq.
- Prunus ×syodoi Nakai
- Prunus ×tschonoskii Koehne
- Prunus ×yedoensis Matsum.
- Prunus ×yuyamae Sugim.